# 레 태종
레 태종(베트남어: Lê Thái Tông / 黎太宗, 1423년 12월 22일(음력 11월 20일) ~ 1442년 9월 7일(음력 8월 4일))은 베트남 후 레 왕조의 제2대 황제(재위: 1433년 ~ 1442년)이다. 성명은 레응우옌롱(베트남어: Lê Nguyên Long / 黎元龍 여원룡)이며, 또 다른 이름은 레런(베트남어: Lê Lân / 黎麟 여린)이라고 한다. 레러이의 둘째 아들이다. 절일은 만수성절(萬壽聖節)이다.

## 생애
1433년, 즉위 당시 나이가 어렸기 때문에 보정 대신 레삿(黎察)이 조정의 정사를 처리하였다. 다음 해인 1434년에 연호를 티에우빈으로 개원하였다.
1442년 7월, 지령현(至靈縣, 현재 찌린시)에서 군사를 사열 하였는데, 당시 응우옌짜이(阮廌)가 지령현에 은거하고 있었으므로 태종은 그를 찾아가 만나보았다. 이때 태종은 응우옌짜이를 모시고 있던 계집종(일설에는 첩) 응우옌티로(阮氏路)의 자색이 아름다운 것을 보고 강제로 그녀를 데려가 자신을 시봉하게 하였다. 태종의 행차가 가정현(嘉定縣, 현재 자빈현)에 이르렀는데, 갑자기 태종이 죽었다. 향년 18세였다. 조정에서는 응우옌티로가 태종을 시해하였다고 여겨 응우옌짜이를 체포한 뒤 죽이고 그의 삼족을 멸했다.

## 가족관계

### 조부모와 부모
- 조부 : 선조복황제(Tuyên Tổ phúc Hoàng  Đế/宣祖福皇帝) 레코앙(Lê Khoáng/黎曠/여광)
- 조모 : 정자황태후(Trinh Từ Hoàng Thái Hậu/貞慈皇太后) 찐응옥트엉(Trịnh Ngọc Thương/鄭玉蒼/정옥창)
- 부친 : 태조고황제(Thái Tổ Cao Hoàng Đế/太祖高皇帝) 레러이(Lê Lợi/黎利/여리)
- 모친 : 공자황태후(Cung Từ Hoàng Thái Hậu/恭慈皇太后) 팜 티 응옥쩐(Phạm Thị Ngọc Trần/范氏玉陳/범씨옥진)

### 후비
- 선자황태후(Tuyên Từ Hoàng Thái Hậu/宣慈皇太后) 응우옌 티 안(Nguyễn Thị Anh/阮氏英/완씨영)(1422년 ~ 1459년)
- 광숙황태후(Quang Thục Hoàng Thái Hậu/光淑皇太后) 응오 티 응옥다오(Ngô Thị Ngọc Dao/吳氏玉瑤/오씨옥요)(1421년 ~ 1496년)
- 원비(Nguyên Phi/元妃) 레응옥다오(Lê Ngọc Dao/黎玉瑤/여옥요)
- 수용(Tu Dung/修容) 레냣레(Lê Nhật Lệ/黎日厲/여일여)
- 소의(Chiêu Nghi/昭儀) 즈엉 티 비(Dương Thị Bí/楊氏賁/양씨분) - 원래는 비(妃)였으나, 여의민 퇴위 후 소의로 격하.
- 귀인(Quý Nhân/貴人) 배씨(Bùi Thị/裴氏)
- 궁인(宮人) 응오 티 응옥투옌(Ngô Thị Ngọc Tuyền/吳氏玉璇/오씨옥선) - 광숙태후의 동생.

### 황자
1. 양산왕(Lạng Sơn Vương/諒山王) 레응이연(Lê Nghi Dân/黎宜民/여의민) - 소의 양씨 소생. 황태자에 올랐으나 폐위함. 제4대 황제 여덕후(Lệ Đức hầu/厲德侯).
2. 공왕(Cung Vương/恭王) 레칵쓰엉(Lê Khắc Xương/黎克昌/여극창) - 귀인 배씨 소생. 초기 봉호는 신평왕(Tân Bình Vương/新平王).
3. 황태자(皇太子) 레방꺼(Lê Bang Cơ/黎邦基/여방기) - 선자태후 소생. 제 3대 황제 인종(Nhân Tông/仁宗).
4. 가왕(Gia Vương/嘉王) 레뜨타인(Lê Tư Thành/黎思誠/여사성) - 광숙태후 소생. 초기 봉호는 평원왕(Bình Nguyên Vương/平原王). 제5대 황제 성종(Thánh Tông/聖宗).

### 황녀
1. 위국공주(Vệ Quốc Công Chúa/衛國公主)
2. 안국공주(An Quốc Công Chúa/安國公主)
3. 여국공주(Vệ Quốc Công Chúa/予國公主)
4. 조국공주(Thao Quốc Công Chúa/操國公主)

## 기년
| 태종        | 원년            | 2년        | 3년        | 4년        | 5년        | 6년        | 7년             | 8년        | 9년        |
| ----------- | --------------- | ---------- | ---------- | ---------- | ---------- | ---------- | --------------- | ---------- | ---------- |
| 서력 (西曆) | 1434년          | 1435년     | 1436년     | 1437년     | 1438년     | 1439년     | 1440년          | 1441년     | 1442년     |
| 간지 (干支) | 갑인(甲寅)      | 을묘(乙卯) | 병진(丙辰) | 정사(丁巳) | 무오(戊午) | 기미(己未) | 경신(庚申)      | 신유(辛酉) | 임술(壬戌) |
| 연호 (年號) | 소평(紹平) 원년 | 2년        | 3년        | 4년        | 5년        | 6년        | 대보(大寶) 원년 | 2년        | 3년        |

## 출전
- 《대월사기전서》(大越史記全書)
- 《월남통사》(越南通史)
- 《흠정월사통감강목》(欽定越史通鑑綱目)
- 《황월문선》(皇越文選)

| 전 임 태조 | 제2대 베트남 후 레 왕조의 황제 1433년 ~ 1442년 | 후 임 인종 |